# Hwee Hwee Tan
Hwee Hwee Tan (Singapur, 1974) es una escritora singapurense. 
Pasó tres años de su vida en los Países Bajos. Primero estudió en la University of East Anglia, donde se graduó con honores. Tan hizo un máster en literatura inglesa (1500-1660) en la University of Oxford. Tras ganar el New York Times Fellowship en 1997 estudió escritura creativa en la New York University. 
Ha ganado el Singapore Literature Prize, el premio national de las artes de la National University of Singapore, el New York Times Foundation y el British Broadcasting Corporation.

## Obra
- Foreign Bodies. Londres: Michael Joseph, 1997.
- Mammon Inc. Londres: Michael Joseph, 2001.